# Триодь

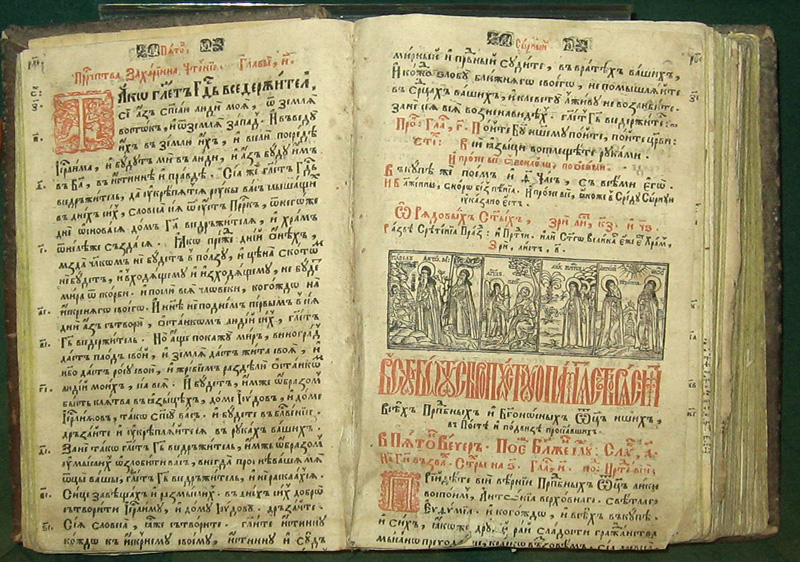
Триодь постная киевского митрополита Петра Могилы, 1646

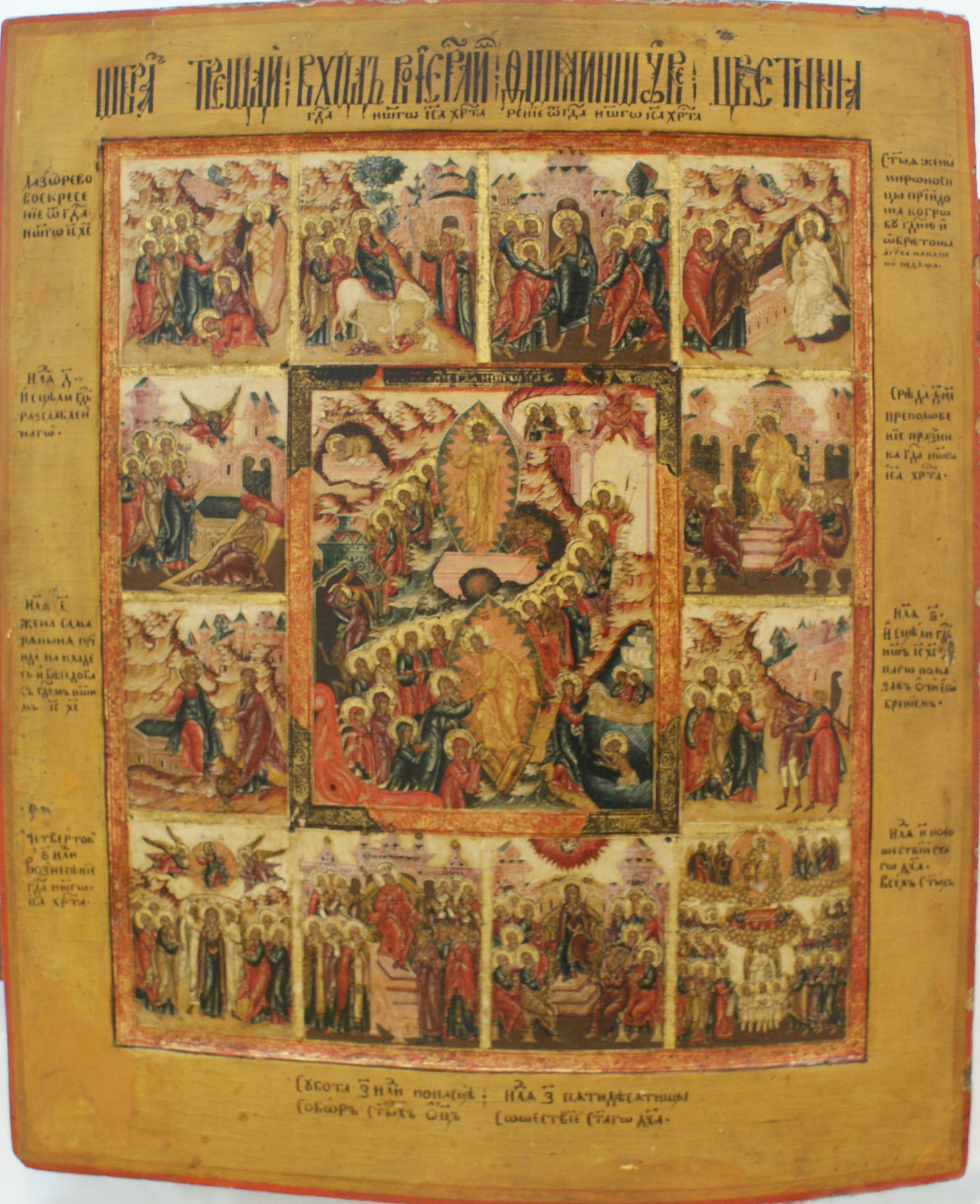
Икона «Воскресение Христово» (Триодь цветная). XIX век. Музей «Спасённые художественные ценности», Брест

Трио́дь (Триодио́н, от греч. τριῴδιον — «три песни») в Православной церкви — название богослужебной книги (книг), содержащей тексты изменяемых молитвословий для периода от Недели о мытаре и фарисее до Великой Субботы (в русской традиции — Триодь постная), а в русской богослужебной терминологии — также и от Недели Пасхи до Недели всех святых (Триодь цветная, в греческой традиции — Пентикостарион). На славянский язык переведена в начале X века. Название обусловлено тем, что Триодь содержит в том числе каноны, состоящие из трех песней, в то время как обычно в каноне — 9 песней.

## История
Триодь восходит к единому комплексу песнопений тропарно-стихирного типа, предположительно сложившемуся в VII веке и носившему название «Тропологий» (Τροπολόγιον). Впоследствии единый кодекс распался на минейную (тексты неподвижного годового круга), триодную (тексты подвижного пасхального круга) части и Октоих (тексты седмичного круга).
Гимнографический состав Триоди показывает, что за некоторыми исключениями полный канон присутствует на воскресных службах, в то время как на буднях — только трипеснец, а в субботу — четверопеснец. Следовательно, можно считать, что изначальной позицией для полного канона является воскресенье. Идея полного византийского канона могла быть связана со своеобразным «суммированием», собиранием всех библейских песней недели в службе воскресенья — первого и одновременно восьмого дня, «праздников праздника и торжества торжеств». В богословии времени эта идея соответствует теории άνακεφαλαίωσις, или «совозглавления», выдвинутой ещё святителем Иринеем Лионским: «Христос собирает в Себе всего человека и Собою исполняет всё». Таким образом, воскресенье как День Господень (κυριακή ήμέρα) «возглавляет» всю неделю и вбирает её в себя, что отражается в такой гимнографической конструкции, как канон.

## Триодь постная
Триодь по́стная, Трипе́снец содержит в себе молитвословия на дни Великого поста с приготовительными седмицами к нему, а также Страстной седмицы, то есть начиная от Недели о мытаре и фарисее и до Великой субботы включительно. Содержит песнопения в основном авторов VIII и IX веков, среди которых: Андрей Критский, Косма Маюмский, Иоанн Дамаскин, император Лев Мудрый, Феофан Начертанный.

## Триодь цветная
Триодь цветна́я (греч. Πεντηκοστάριον, от Πεντηκοστή — «Пятидесятница») заключает в себе песнопения от Недели Пасхи до Недели Всех святых, то есть следующего воскресенья после Пятидесятницы. Название «Цветная триодь» происходит от праздника Входа Господня во Иерусалим или Неделя ваий (Цветная Неделя), так как в ранней богослужебной традиции вторая часть Триоди начиналась со службы вечерни пятницы, накануне Лазаревой субботы, связанной с праздником Входа Господня во Иерусалим. В России такое деление Триоди сохранялось до середины XVII века и было изменено в ходе реформы патриарха Никона. В старообрядческих изданиях по древней традиции Триодь постная закачивается вместе с Четыредесятницей, а Триодь цветная начинается с Лазаревой субботы.